# Unidad Habitacional El Rosario
La Unidad Habitacional El Rosario es un gran conglomerado de unidades habitacionales compuestas por condominios de interés social ubicada en la alcaldía Azcapotzalco, en la Ciudad de México y el municipio de Tlalnepantla del Estado de México. Por su extensión de 350 hectáreas (3.50 km²), es la unidad habitacional más grande de México y Latinoamérica.
Está delimitada al norte por el Río de los Remedios y la Autopista Naucalpan-Ecatepec (la cual es parte sur del Anillo Periférico), al sur por la colonia Hacienda del Rosario y la avenida Aquiles Serdán (una de las avenidas vía rápida más importantes de la Ciudad y el Estado de México), al poniente por la Calzada de Las Armas y al oriente por el Eje 5 Norte. Para los capitalinos es conocida simplemente como El Rosario.

## Historia
En el siglo XVI la orden de los jesuitas tenía una gran extensión de tierras cercanas a Azcapotzalco, donde levantaron un monasterio y una iglesia que pusieron bajo la advocación de la Virgen del Rosario, y es así como se le conoce al rumbo. Cuando los jesuitas fueron expulsados de México, en el año de 1767, muchos ricos mineros adquirieron algunas de esas propiedades y fue Pedro Romero de Terreros, primer conde Marqués de San Cristóbal y San Francisco, quien obtuvo ese gran latifundio de El Rosario, convirtiéndolo en una hacienda. Posteriormente el lugar es fraccionado y ahora constituye un gran conjunto habitacional. Poosteriormente loo compraron los hermanos Martín y Miguel Oyamburu, terratenientes e industriales que entre otras cosas eran socios y fundadores de la Cervecería Modelo, el Banco Español Mexicano, las Llantas Euzkadi, etc. A ellos se debe la creación de la Colonia Lindavista y la venta de los terrenos aledaños a su hacienda.
El Rosario y Pirineos eran dos haciendas lecheras, las mejores de México en ese momento cuyos propietarios Martín Oyamburu y Miguel Oyamburu donaron grandes extensiones al Infonavit y la Secretaria de Educación Píblica, por eso  la Escuela Martín Oyamburu lleva el nombre de uno de ellos.
La primera fase de construcción de El Rosario inició en 1972, cuando el Instituto del Fondo Nacional de la Vivienda para los Trabajadores (INFONAVIT), planeó la edificación de departamentos de interés social en un área despoblada entonces en terrenos pertenecientes a la Hacienda de El Rosario. El plan original contemplaba hacerla autónoma en abasto, pago de servicios, educación y esparcimiento, así como la construcción de avenidas internas que le dieran movilidad (actualmente son visibles las estructuras de los viaductos que traspasaban los edificios). La primera fase de El Rosario 1 tiene edificios diferenciados con nombres de personajes de la Historia de México.
El modelo urbanístico de El Rosario se apega a los impuestos por Teodoro González de León y Pedro Ramírez Vázquez desde la década de los 60s consistentes en andadores, pasillos y departamentos unifamiliares para 4 personas. La infraestructura urbana construida en décadas pasadas actualmente está deteriorada.
Esta unidad contaba en un principio con unas zonas de esparcimiento en donde se recreaban los Oyamburu y como los lagos que contaban con agua y algunos hasta con lanchas y patos, pero con el crecimiento de la población unos de esos lagos fueron convertidos en estacionamientos y en otros se construyeron más unidades habitacionales. Estaba planeada adecuadamente, pues tenía los servicios primarios garantizados, los accesos a la educación en todos los niveles estaban estratégica mente ubicados, la eliminación de áreas recreativas sustituidas por más casas generaron que los recursos disminuyeran, la demanda educativa aumento pues el crecimiento urbano no se dio a la par con los servicios que la población requiere, las áreas de esparcimiento generan un desorden social, pues los jóvenes en parte necesitan espacios para recrearse, existían casetas de vigilancia en las áreas de esparcimiento las cuales desaparecieron con la construcción de nuevas viviendas, por ende se genera mayor inseguridad y vandalismo, que repercute en la aparición de jaulas para proteger automóviles en los estacionamientos que generan que dan un mal aspecto a la colonia además de la apatía de los vecinos no permite que se uniformen los colores de los edificios. Actualmente enfrenta problemáticas por su ubicación de límite entre dos entidades, lo que deriva en inseguridad pública, falta de mantenimiento a edificios así como carencia de infraestructura urbana.
Con el paso del tiempo fueron agregándose sin control más secciones con viviendas de distinto tamaño, precio y calidad de materiales, lo que ha derivado en un sector sensible y problemático por su tamaño y fisonomía intrincada.

## Unidades que la integran
- Azcapotzalco 2000
- Manuel Rivera Anaya CROC I (El Rosario CROC 1)
- CROC II
- CROC III-A
- CROC III-B
- CROC VI Olimpia
- CROC VI Oyameles
- CROC VII
- CROC VIII
- El Rosario I, II, III
- Francisco Villa
- Habitacional Rosario Ceylan (Colonia Vallejo)
- Miguel Hidalgo
- Nueva El Rosario
- Prados del Rosario
- Presidente Madero
- San Pablo Xalpa
- Unidad Ecológica Novedades Impacto, la cual recibe el calificativo de "Ecológica" ya que sus viviendas cuentan con calentadores de agua solares y refrigeradores de piedra además que es de las pocas unidades que se han preocupado por conservar sus áreas verdes.
- Unidad San Martín Xochináhuac, una de las más recientes y caracterizada por sus edificios multicolores.

## Infraestructura urbana

### Metro
Se ubica en la zona de la terminal El Rosario de las líneas 6 y 7 del Sistema de Transporte Colectivo (STC) Metro.

### Metrobús Línea 6
Se ubica cerca de los talleres de mantenimiento del Metro de las líneas 6 y 7 del mismo. Fue construido a principios de 2014 y finalizado a mediados del 2015. La estación El Rosario es la terminal poniente de la misma línea, que corre de El Rosario a Villa de Aragón.

### Transporte público
Antiguamente la Ruta 100 tuvo un buen número de rutas que terminaban o atravesaban por esta zona:
- 107A Metro Tacuba a Unidad Habitacional El Rosario por Parque Vía, retomada por la Ruta 23 DF.
- 107C Metro Tacuba/Metro Rosario a Los Reyes Ixtacala, originalmente retomada por Ruta 99 DF, pero cancelada a partir del año 2004 aproximadamente por baja afluencia.
- 107E Metro Tacuba/Metro Rosario a Vista Hermosa/Tepalcapa, retomada por la Ruta 89 DF.
- 107F Metro Tacuba a Metro Rosario por Azcapotzalco, retomada por Red de Transporte de Pasajeros (RTP).
- 107G Metro Tacuba a San Pablo Xalpa, retomada por Ruta 23 y extendiéndola a parte de Los Reyes Ixtacala y Metro Rosario.
- (Ruta sin asignación Numérica) Metro Rosario a Cuautitlán Izcalli, retomada por la Ruta 27 del Estado de México.

Hoy en día se pueden contabilizar rutas como:

#### Rutas de autobús
En el paradero del Metro El Rosario parten líneas de autobuses hacia municipios del Estado de México como: 
- Atizapán (AMMOSA)
- Coacalco (Autobuses Aurora Concepción y Anexas)
- Huehuetoca (Halcones)
- Melchor Ocampo (Ruta 89)
- Naucalpan (Línea México-Tacuba, Huixquilucan y Anexas, Ruta 26, Autobuses México Azcapotzalco Tlalnepantla)
- Nicolás Romero (AMT)
- Tepotzotlán (Autobuses USA)
- Tlalnepantla (Ruta AMT 26, Ruta AMT 27, Autobuses México Azcapotzalco Tlalnepantla, APT)
- Tultitlán (Ruta 27)
- Zumpango AMASA (Caballos)

#### Rutas de microbús
Hay microbuses de la Ciudad de México a: 
- Zona de Aragón (Ruta 3 y Ruta GMT 110)
- Azcapotzalco
- La Villa
- Lindavista
- Metro Tacuba
- Metro Toreo (Ruta 23)

#### Rutas de trolebús
Así como rutas de la Red de Trolebuses de la Ciudad de México:
- Línea 4 (Metro Boulevard Puerto Aéreo - Metro El Rosario).
- Línea 6 (Metro El Rosario - Metro Chapultepec).

### Educación

#### Educación primaria
Se ubican en la zona 10 primarias:
- Amalia González Caballero
- Esperanza Velasco Zuleta
- Faja de Oro
- General Francisco Villa
- Dr. Gustavo Baz
- Manuel S. Hidalgo
- Narciso Bassols
- Profa. Elmira Rocha García
- Rosa Torre Gonzales
- Salvador Varela

#### Educación secundaria
Se ubican en la zona 6 secundarias:
- Central de Laboratorios y Talleres n.º 2 "Arturo Caballero Zertuche"
- Escuela Secundaria Diurna n.º 192 "Vicente Riva Palacio Guerrero"
- Escuela Secundaria Diurna n.º 193 "Julián Carrillo"
- Escuela Secundaria Diurna n.º 207 "Estado de Israel"
- Escuela Secundaria Diurna n.º 227 "Soumaya Domit Gemayel"
- Escuela Secundaria Técnica n.º 98

#### Educación media superior
- Colegio de Bachilleres Plantel 1 "El Rosario"
- Colegio de Ciencias y Humanidades (CCH) Azcapotzalco de la UNAM
- Centro de Estudios Tecnológicos, Industriales y de Servicios (CETIS) n.º 33 "Carlos María de Bustamante"

#### Educación superior
- Universidad Autónoma Metropolitana Unidad Azcapotzalco.